# 배전기

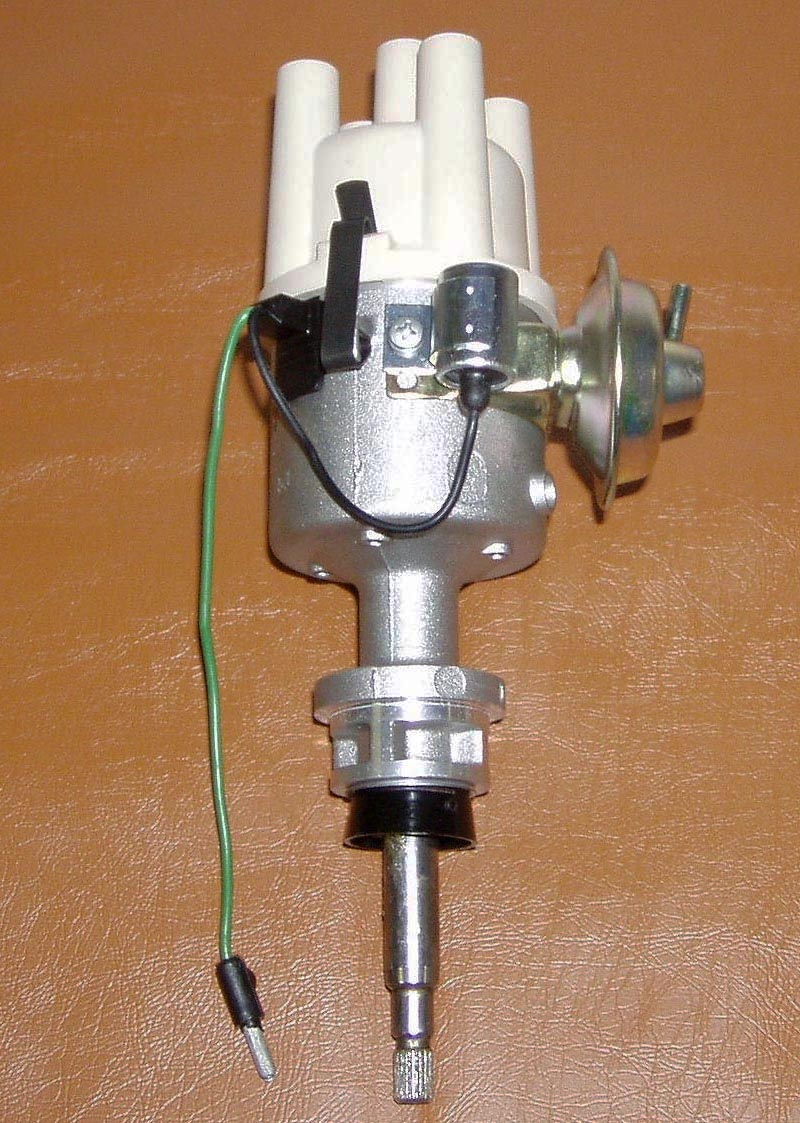

배전기(配電機, distributor)는 기계식으로 점화 된 점화 점화식 내연 기관에 사용되는 밀폐형 회전축이다. 분배기의 주요 기능은 점화 코일에서 스파크 플러그로 2 차 또는 고전압 전류를 올바른 발사 순서로 올바른 시간 동안 라우팅하는 것이다. 마그네토 시스템을 제외하고 분배기는 점화 코일의 1 차 회로를 열고 닫는 기계식 또는 유도 차단기 스위치도 포함한다.
신뢰할 수 있는 최초의 배터리 작동 점화는 Dayton Engineering Laboratories Co. (Delco)가 개발했으며 1910년 캐딜락에 도입되었다. 이 점화는 찰스 케터링 (Charles Kettering)에 의해 개발되었으며 당시의 경이로 여겨졌다. Atwater Kent는 이번에 Delco 시스템과 경쟁하여 Unisparker 점화 시스템을 발명했다. 20 세기 말에는 엔진의 크랭크 샤프트 속도에 직접 시간을 맞추기보다는 엔진 제어 장치 (ECU)로 완전히 제어되는 유도 성 또는 용량 성 전자 점화를 위해 자동차 응용 분야에서 기계적 점화가 사라졌다.